# Bulbophyllum tricorne
Bulbophyllum tricorne är en orkidéart som beskrevs av Gunnar Seidenfaden och Tem Smitinand. Bulbophyllum tricorne ingår i släktet Bulbophyllum och familjen orkidéer. Inga underarter finns listade i Catalogue of Life.